# Solanum cucullatum
Solanum cucullatum är en potatisväxtart som beskrevs av Sandra Diane Knapp. Solanum cucullatum ingår i släktet skattor som ingår i familjen potatisväxter. Inga underarter finns listade i Catalogue of Life.